# Štrpce
Štrpce (în albaneză Shtërpcë, Shtërpca; în sârbă Штрпце, cu alfabetul latin: Štrpce) este un oraș și municipiu din districtul Uroševac, Kosovo. Municipiul este localizat în apropierea munților Šar.

## Demografie
Štrpce făcea parte din municipiul Uroševac pentru recensământurile din 1971 și 1981. Prin urmare, nu sunt rapoarte separate pentru municipiu în cei doi ani.
| Structura etnică |          |       |       |       |       |      |       |      |        |
| An/Populație | Albanezi | %     | Sârbi | %     | Turci | %    | Alții | %    | Total  |
| recensământul din 1961 | 3,637    | 32.36 | 7,545 | 67.13 | –     | –    | 51    | 0.45 | 11,239 |
| recensământul din 1991 | 4,300    | 32.83 | 8,138 | 64.02 | 74    | 0.58 | 200   | 1.57 | 12,712 |
| Septembrie 1999 | 1,830    | 16.40 | 9,182 | 82.40 | 73    | 0.70 | 60    | 0.50 | 11,145 |
| Februarie 2001 | 4,500    | 33.00 | 9,099 | 66.70 | 34    | 0.20 | N/A   | 0.10 | 13,633 |
| Iunie 2011 | 3,740    | 54.10 | 3,132 | 45.30 | 0     | 0.00 | 41    | 0.55 | 6,913  |
| Surse: Recensământul Populației Iugoslave până în 1991, estimările Organizației pentru Securitate și Cooperare în Europa în 1999 și 2001, recensământul oficial al Republicii Kosovo în 2011. |          |       |       |       |       |      |       |      |        |

## Legături externe
- en  OSCE Profile of Štrpce / Shtërpcë
- en  Official website at the Republic of Kosovo
- en  Web site of ski resort Brezovica and Štrpce
- en  About coat of arms and banner of Štrpce Arhivat în 31 octombrie 2020, la Wayback Machine.